# Thespieus
Thespieus là một chi bướm ngày thuộc họ Bướm nâu.